# 柴田英里
柴田 英里（しばた えり、1984年12月3日 - ）は、日本の現代美術作家、著作家。
なお、音楽プロデューサーの柴田英里とは同姓同名の別人である。

## 略歴
愛知県名古屋市出身。2009年に武蔵野美術大学彫刻学科卒業。2011年、東京芸術大学大学院美術研究科彫刻領域修了。2016年2月26日に中村うさぎと牧村朝子と共に東京都で「女は子供を産まなければ一人前と扱われないのか？」をテーマとしたトークイベントを行う。2018年3月4日に開かれた「東京女子エロ画祭」でゲスト審査員を務める。2021年11月28日にオンラインシンポジウムの「女性と性表現―表現者・ファンの視点から―」の登壇者となった。

## 主張

### ジェンダー問題
「フェミニズム界隈の指定可燃物」を自負し、ジェンダー問題を中心にしばしばツイートが炎上していた。柴田はこれについて、自身の作った言葉が炎上することで「炎上彫刻」が焼成されると言い表している。また、自身の「炎上彫刻」にまつわるツイートはおおむね"全体主義的なポリティカル・コレクトネス批判"を念頭に置いたものだと述べた。表現者の視点から見て、ポリティカル・コレクトネスの素晴らしさは感じることができていないと語った。
＃MeTooについては「Metoo最初期からMetoo批判をしてきたフェミニスト」として「ファクトが重視されておらず、構造的にテロリズムに近似している側面があり、ネット右翼とも共通点が見られる」と論じ、否定的な見解を示した。
志村けんの過去の行動に関連し、「セクハラか否かは文脈次第で、昔は祝祭的にパコるのが人類の娯楽だったわけで、バカ殿おっぱい神経衰弱とか、祝祭とセクハラの融合ギャグだった」と述べている。
日本のイラストレーターは女性が全体の7割近くを占め、キズナアイや戸定梨香などのジェンダー系炎上の対象となったクリエイティブの多くも女性によって作成されたものであり、オタクコンテンツは多くの女性によって生産され消費されていると述べ、彼女らを不可視化しようとしているジェンダー系炎上の参加者こそが異性愛中心主義かつ強固な男女二元論に支えられており、それらの思想は、かつての行動する女たちの会と類似していると指摘している。

## 見解
知るかバカうどんを好意的に評価している。

## 著書
- 欲望会議「超」ポリコレ宣言（千葉雅也・二村ヒトシ共著、2018年12月21日、KADOKAWA、ISBN 9784044002121）